# Bobovište
Bobovište är en ort i Montenegro. Den ligger i den södra delen av landet, 40 km söder om huvudstaden Podgorica. Bobovište ligger 52 meter över havet och antalet invånare är 230.
Terrängen runt Bobovište är varierad. Runt Bobovište är det ganska glesbefolkat, med 48 invånare per kvadratkilometer. Närmaste större samhälle är Bar, 14,3 km väster om Bobovište. Omgivningarna runt Bobovište är en mosaik av jordbruksmark och naturlig växtlighet.